# Sandy Spring (Maryland)
Pour la ville de l’État de Géorgie, voir Sandy Springs (Géorgie).
Sandy Spring est une communauté du comté de Montgomery dans l’État du Maryland, au nord de Washington.
Sandy Spring a été fondé par les quakers en 1725.

## Personnalités liées
- Grace Helen Kent (1875-1973), psychologue américaine, y est décédée ;
- Allen O. Gamble (1910-2001), physiologiste américain y est décédé.